# Guta Minsterberská

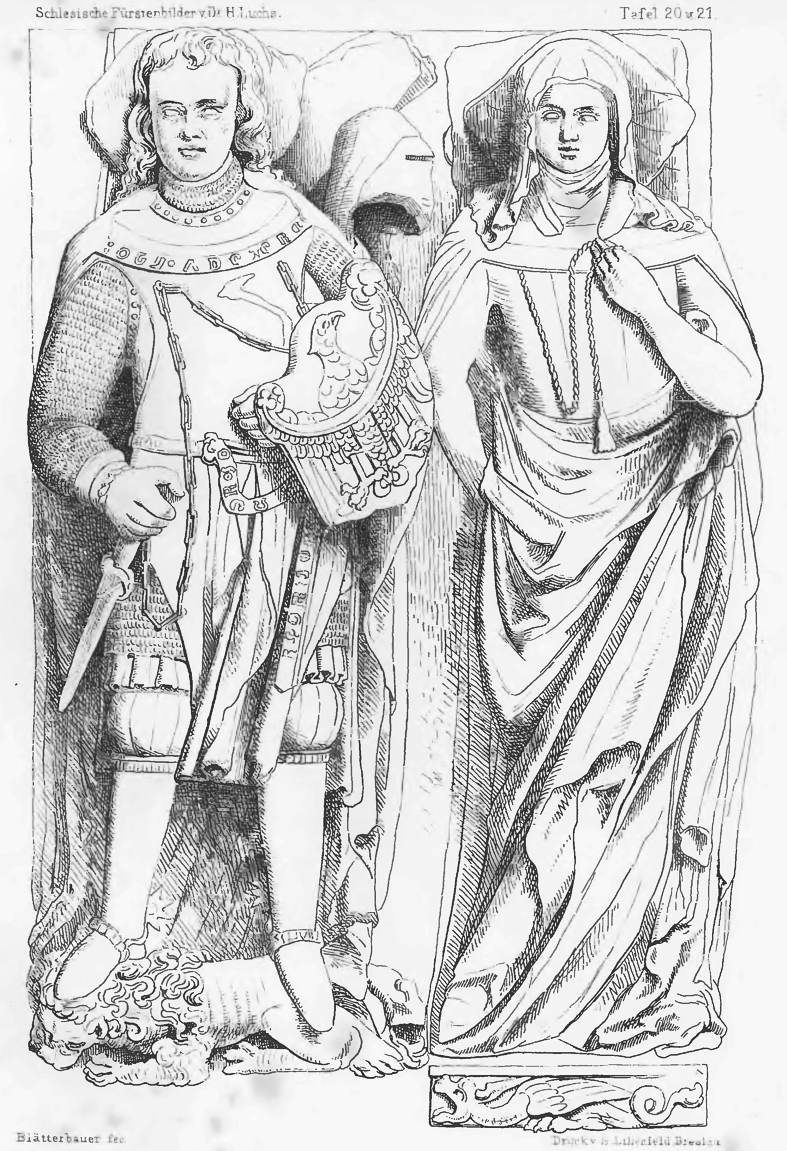
Náhrobek Boleslava II. a Guty.

Guta Minsterberská též Juta či Jitka († 1342) byla minsterberská kněžna, manželka Boleslava II. Minsterberského.
O jejím původu se blíže moc neví, mohla by být vdova po uherském magnátovi Matouši Čákovi Trenčanském, snad původem savojská kněžna. Svému muži porodila následníka Mikuláše.
Je pohřbena po boku svého muže v cisterciáckém klášteře v Jindřichově.